# Dépôt-musée de Pont-Érambourg
Le dépôt-musée de Pont-Érambourg est un musée ferroviaire situé à quelques kilomètres de Condé-sur-Noireau, en Normandie, autour d'une halle à marchandises contemporaine de la Compagnie des chemins de fer de l'État située sur le territoire de la commune de Saint-Pierre-du-Regard. Il est animé par l'Amicale pour la mise en valeur de la ligne Caen-Flers qui présente du matériel ferroviaire et propose des balades en cyclo-draisine sur un tronçon de 3 kilomètres de voie.

## Musée
On y trouve une voiture et différents wagons datant de la Compagnie des chemins de fer de l'État, des wagons TP (issus de l’armée américaine, en 1917 ou en 1944) ; différentes voitures ou allèges postales dont certaines servent de salles d’exposition (histoire de la ligne, le courrier par voie ferrée, le matériel ferroviaire), plusieurs locotracteurs dont un Crochat sur châssis de 1917 ; quelques draisines.

## Association gestionnaire
L'ACF est une association sans but lucratif, de type loi 1901, elle rassemble une soixantaine de membres, dont 15 bénévoles actifs, 1 salarié à temps plein et des saisonniers en CDI. Son siège est situé en gare de Pont-Érambourg.

## Matériel roulant

### Autorails
- autorail X 3866, précédemment au Chemin de fer touristique du Vermandois
- autorail X 4691 + XR 8688, propriété de la SNCF, mise à disposition sous convention

### Draisines
- draisine DU 65 6.029
- draisine DU 65 6.056
- draisine DU 65 6.066

### Locomotive diesel
- locomotive BB 63935, propriété de la SNCF, mis à disposition sous convention
- locomotive BB 64045, propriété de la SNCF, mis à disposition sous convention

### Locotracteurs diesel
- locotracteur Moyse 36TDE
- locotracteur Decauville TE200, précédemment au Chemin de fer de la vallée de l'Eure
- locotracteur B400059, ex-Armée Française, identique à la sous-série Y 2321 à 2340 de la SNCF
- locotracteur Crochat A000094, ex-Armée Française, transformé par la Compagnie des Forges et Aciéries de la Loire (CAFL) en 1956. ex-Armée Française Hors-service
- locotracteur Crochat A500032, ex-Armée Française, transformé par la Compagnie des Forges et Aciéries de la Loire (CAFL) en 1956
- locotracteur Crochat, ex-Armée Française, transformé par les Établissements industriels B. Richard en 1950. Hors-service
- locotracteur Y 2290, ex-SNCF

### Voitures voyageurs
- 1 Voiture État à deux essieux dite "cage à poules"
- 3 voitures voyageurs Bruhat B10tz immatriculées 50 87 20-44 576-8, 50 87 20-44 577-6 et 50 87 20-44 585-9
- 9 voitures postales, comprenant :
  - 5  allèges OCEM PEz à bogies immatriculées 50 87 00-37 928-4, 50 87 00-77 539-9, 50 87 00-77 563-0, 50 87 00-77 596-0 et 50 87 00-37 760-1
  - 2  ambulants OCEM PAz à bogies immatriculés 50 87 00-77 202-5 et 50 87 00-77 579-0
  - 1 ambulant UIC à bogies immatriculé 50 87 00-77 342-9 PA
  - 1 ambulant à bogies à châssis mixte bois et métal, devenu wagon d'instruction-frein immatriculé 30 87 979 0 496-5 Uas

### Wagons de marchandises et fourgons
- 2 fourgons type M ex-SNCF
- 1 wagon citerne à bogies USA 1918
- 1 wagon citerne à essieux
- 3 wagons couverts OCEM 29
- 2 wagons couverts ex-Société métallurgique de Normandie
- 1 wagon couvert Standard A ex-SNCF
- 1 wagon couvert Unifié UIC ex-SNCF
- 1 wagon couvert Saltley
- 1 wagon couvert à bogies USA 1918
- 1 wagon couvert USATC (en)
- 2 wagons plats OCEM 19
- 1 wagon plat ex-Est
- 1 wagon plat type K50 ex-SNCF
- 1 trémie à ballast ex-État

### Ancien matériel
- locomotive à vapeur 030 TU 13 jusqu'à son transfert au Pacific Vapeur Club en 2022[2].
- ambulant postal OCEM PAz 50 87 00-77 434-4 vendu en décembre 2022 au Train touristique du Cotentin

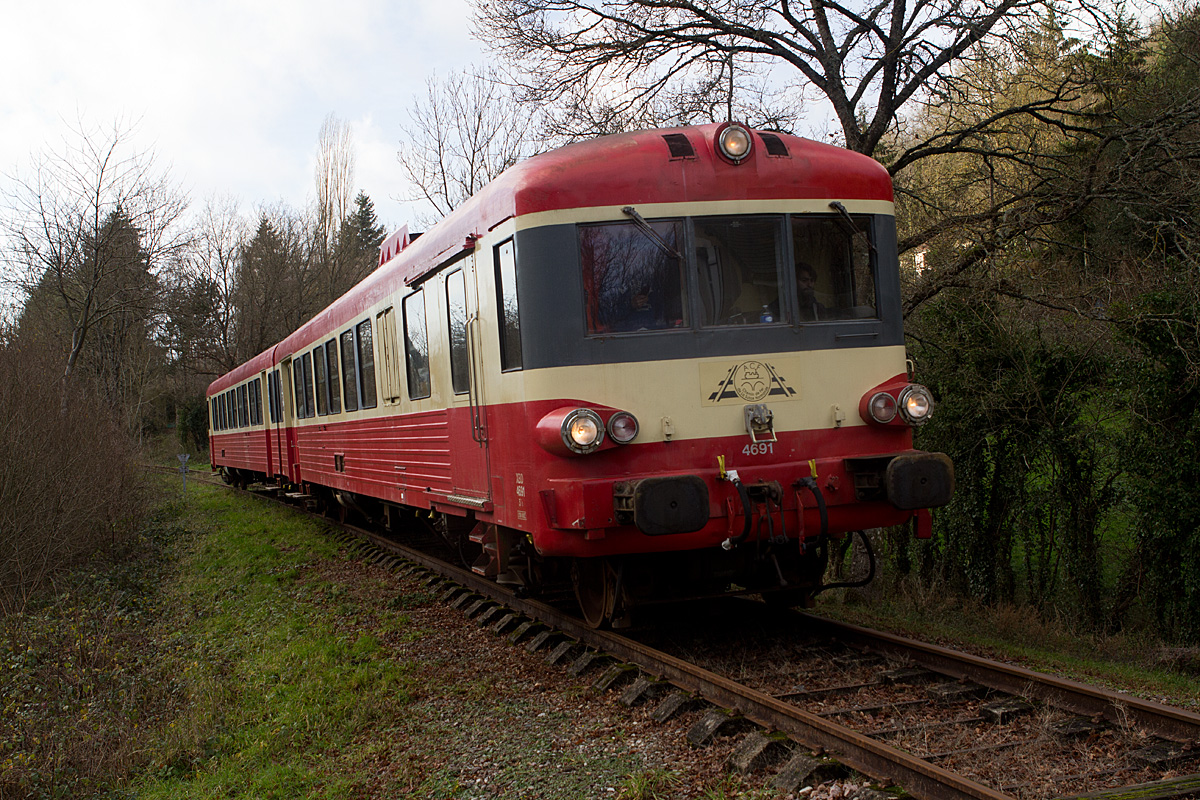
L'autorail X 4691 en ligne entre Pont-Érambourg et Berjou.
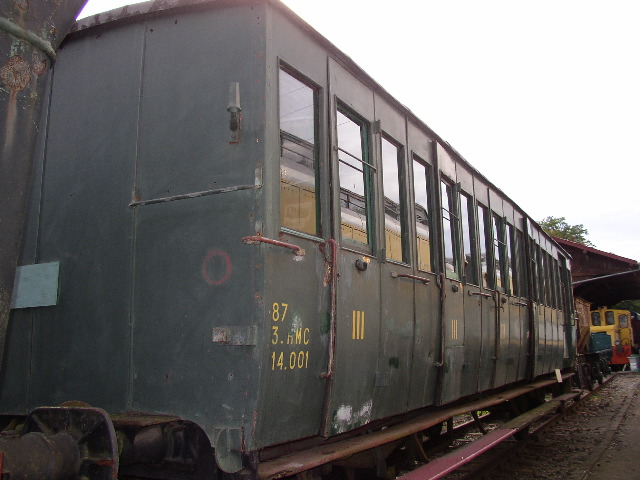
Ancienne voiture État.